# گورنا واسیلیسا
گورنا واسیلیسا (به لاتین: Gorna Vasilitsa) یک منطقهٔ مسکونی در بلغارستان است که در شهرستان کوستنتس واقع شده‌است. گورنا واسیلیسا ۲۷۳ نفر جمعیت دارد.